# Фалкан, Криштован
Кришто́ван Фалка́н (порт. Cristóvão Falcão, [kɾiʃˈtɔvɐ̃ũ fɐlˈkɐ̃ũ]),  (около 1512, или 1515, предположительно Порталегре — 1553 или 1557) — португальский поэт эпохи Возрождения. Приписываемая К. Фалкану эклога «Кришфал» (порт. Crisfal) вошла в историю португальской литературы XVI века как одно из самых загадочных произведений, в частности, в проблеме авторства, и оказала воздействие на творчество других португальских авторов. Так Луиш де Камоэнс перефразировал некоторые строки эклоги, а литературоведы отмечают её тесную связь с романом Бернардина Рибейру «История молодой девушки» (1554).

## Передача имени
При передаче произношения и орфографии XVI века — Кристо́ван Фалка́н (порт. Cristouã Falcam или порт. Cristouam Falcam). В данном случае u и v были взаимозаменяемы на письме (Cristovam Falcão), а сочетание am соответствует ão, произносящемуся как носовой дифтонг без звука [m]. В «Португальском библиографическом словаре» И. Ф. да Силвы — Christovam Falcam. До Реформы орфографии 1911 года также использовалось написание порт. Christóvão Falcão. В названии дипломатического издания эклоги «Кришфал» 1923 года (воспроизведение феррарского издания Авраама Уске 1554 года) был использован вариант без ударения Cristovão Falcão, когда в самом тексте исследования («Вступление») К. М. де Вашконселуш писала Cristóvão Falcão с ударением или без него, что встречается и в других источниках. Реже используются написания полного имени: Криштован Фалкан де Соуза (Cristóvão Falcão de Sousa) или Криштован де Соуза Фалкан (Cristóvão de Sousa Falcão). Теофилу Брага воспроизвёл хранящиеся в Национальном архиве Португалии Торре ду Томбу два письма португальскому королю Жуану III с подписями поэта: Christovão Falcão de Sousa — от 1 октября 1542 года из Рима; Xpouão Falcão de Sousa — от ноября 1548 года из Порталегре. К. М. де Вашконселуш отметила, что во втором случае официальная подпись некоторым образом воспроизводила греческое написание имени Христофор.

## Биография
Вопреки приведённым в издании Британской энциклопедии 1911 года данным, род португальских Фалканов не происходит от английского рыцаря Джона Фальконета, поскольку до его прибытия в Португалию в 1386 году Фалканы (Фалконы — Falcões) уже владели собственностью в Эворе во времена правления Фернанду I (1345—1383). Родословные книги свидетельствуют о высоком благородстве отца поэта, Жуана Важа де Алмады Фалкана (João Vaz de Almada Falcão), который, будучи назначенным комендантом крепости Эльмина, каким бедным туда приехал, таким же бедным оттуда и уехал.
Ни точные даты рождения и смерти Криштована Фалкана, ни их места достоверно не известны. На основании косвенных данных — упоминания о том, что в 1527 году состоял пажом в королевском дворце (порт. moço da Casa Real) — предполагается, что поэт родился либо около 1512 года, либо в 1515 году в Порталегре (Вашконселуш предполагала в 1518 году), а скончался в 1553 или в 1555 году, либо в 1557 или даже в 1577 году. О. А. Овчаренко представила ещё бо́льший разброс датировки: 1515/1518—1588 годы. Достоверно известно, что в 1541 году Жуан III отправил Фалкана в Рим с дипломатической миссией для решения вопроса относительно эпископа Визеу Мигела да Силвы. Затем поэт в чине капитана занимал должность коменданта крепости острова Арген, но по данным других источников, в 1545 году был лишь назначен туда комендантом (Capitão), но должность свою продал и в крепости никогда не был. В 1547 или 1548 году жил в Порталегре и посещал королевский двор. Никаких документальных источников после 1551 года не сохранилось. Женат не был, но имел внебрачного сына. Вашконселуш склоняется к тому, что печальная идиллия любви и тайного брака Криштана Фалкана и Марии Брандан, когда ей исполнилось 12 лет, заключение его в домашний карцер, а её в монастырь скорее относятся к легенде, но если это было реальными событиями, то они имели место в 1532 году.

## Творчество
Имя Криштована Фалкана закрепилось в истории португальской литературы благодаря тому, что он наравне с Бернардину Рибейру ввёл в Португалии буколическую поэзию.
По жанру, стилю и метрическим особенностям эклога «Кришфал» обладает большим сходством с пятью эклогами Б. Рибейру феррарского издания 1554 года. Более тесная взаимосвязь обнаруживается между «Кришфалом» и Эклогой III («Песнями двух пастухов») Рибейру (возможно, единственная из 5-ти, известная публике в период с 1536 по 1554 год) — обе написаны децимой по схеме ababacddcd. Такая строфа была в моде в Португалии времён Жуана III, её использовали Са де Миранда и Луиш де Камоэнс.

## Вопрос авторства эклоги «Кришфал»
Имя Криштована Фалкана обозначено в качестве автора эклоги «Кришфал» и связанным с ней поэтическим «Письмом» (Carta) в первом феррарском (1554) и в повторяющем его третьем кёльнском (1559) изданиях романа Б. Рибейру «История молодой девушки». До того эклога под названием «Песни Кришфала» (Trovas de Chrisfal) впервые была издана Жерманом Гальярде (Germão Galharde) ранее 1536 года (по датировке Вашконселуш, не ранее 1536 и не позднее 1547 года) в виде летучего листка (порт. folha-volante, листовка) без упоминания автора. Однако мнения исследователей по поводу авторства данной эклоги разделились: одни полагали, что её действительно написал Криштован Фалкан (Т. Брага, К. М. де Вашконселуш, М. Менендес-и-Пелайо), другие приписывали её создание Бернардину Рибейру. В 1908, а затем и в 1909 году Делфин Гимарайнш (Delfim Guimarães) оспорил признаваемое на протяжении более трёх с половиной столетий авторство Фалкана, утверждая, что эту эклогу сочинил Бернардину Рибейру, использовав имя Криштована Фалкана в качестве псевдонима.  Эту точку зрения разделил Силвиу де Алмейда (Silvio de Almeida) и иные авторы. Эти и иные доводы Вашконселуш расценила недостаточно обоснованными. Литературовед подчеркнула, что в первом анонимном издании эклоги (условно 1536 года), согласно правилам буколической поэзии, за пасторальным именем Кришфал скрывалось имя поэта Cristóvão Falcão. Это издание весьма схоже с листком Эклоги III Бернардина Рибейру по виду (полуготический шрифт), по формату и орнаментации, из чего выводится, что «Песни пастуха Кришфала» (Trouas de hũ pastor per nome Crisfal) К. Фалкана имитируют «Песни двух пастухов» (Trouas de dous pastores: Amador e Silvestre) Б. Рибейру. Вашконселуш датировала оба летучих листка с не ранее 1536 и не позднее 1547 годом. Феррарское издание «Кришфала» отличаются от текстов летучих листков 1536 года и других годов отсутствием двух строф и незначительными перестановками стихов. В анонимном летучем листке эклога «Кришфал» включает 1015 стихов; в феррарском издании 1554 года содержит 995 стихов; в издании сочинений К. Фалкана 1915 года — 1013 стихов.
Диогу ду Коуту в «Декаде VIII» при описании событий января 1571 года упомянул капитана крепости Салсете (порт. Salsete) Дамиана де Соуза Фалкана, брата Криштована Фалкана, сочинившего те старые любовные песни о Кришфале. Вашконселуш уточнила, что в издании «Декад» 1673 года вместо namoradas («любовные») было напечатано nomeadas («именуемые»).

## Издания
1-е анонимное издание летучего листка
- Trouas de Chrisfal : Trouas de hũ pastor por nome Chrisfal :  [порт.] : folha volante. — 1.ª edição. — Lisboa? : Germão Galharde, 1536. — ([8] f.) 16 p.
- Falcam C. Crisfal // Hystoria de menina e moça : por Bernardim Ribeyro agora de nouo estampada e con summa deligencia emendada. E assi algu[m]as Eglogas suas com ho mais que na pagina seguinte se uera :  [порт.] / Bernaldim Ribeyro, Cristouã Falcam. — 1.ª edição. — Ferrara : Abramo Usque, 1554. — P. 1—150. — (CLXVII [1] f.) 334 p.
- Falcão Ch., Braga Th. Obras de Christovam Falcão : Trovas de Chrisfal, Carta, Cantigas e esparsas. Com um estudo sobre sua Vida, Poesias e Época :  [порт.] / Christovam Falcão, Theófilo Braga. — 2.ª edição. — Porto : Renascença portuguesa, 1915. — 190 p.

1-е дипломатическое издание
- Falcão C. Crisfal // Obras : Nova edição conforme a edição de Ferrara preparada e revista por Anselmo Braamcamp Freire e prefaciada por D. Carolina Michaëlis de Vasconcelos :  [порт.] : in 2 vol. / Bernardim Ribeiro, Cristovão Falcão / Anselmo Braamcamp Freire, Carolina Michaëlis de Vasconcellos. — 2.ª edição. — Coimbra : Imprensa da Universidade, 1932. — Vol. 2. — P. 257—293. — 337 p. — (Biblioteca de Escritores Portugueses). — 50 экз. 1.ª edição 1923.